# Грип
Грип, по-точно грипна инфекция, или още инфлуенца, а в миналото и познато под името испанска болест, е остро инфекциозно заболяване, сред най-заразните инфекции.
Причинява се от Influenza virus type А и Influenza virus type B. Характеризира се с рязко изразена интоксикация – висока температура, главоболие, силни мускулни болки и катарално възпаление на горните дихателни пътища. Разпространява се циклично във вид на епидемии, които е възможно периодично да прераснат в пандемии. Високата му заразност се обуславя от краткия инкубационен период, въздушно-капковия механизъм на предаване и високата възприемчивост сред хората. Статистическите данни показват, че броят на заболяванията от грип превишава неколкократно броя на всички останали инфекции, взети заедно. По време на пандемии може да се поразят от 30 до 50% от населението на Земята.
Грипът има здравно и медико-социално значение. Това се обуславя от широкото разпространение, тежкото протичане в детската и старческата възраст, високия процент на смъртност, парализиране на цялата дейност на обществото и от огромния брой икономически щети, които нанася.

## Исторически сведения за заболяването
Описанията на древните гръцки и римски лекари (Хипократ, Диодор, Тит Ливий и др.) свидетелстват, че грипът е бил разпространен още в дълбока древност. Първата достоверно описана пандемия е от 1173 г. През тази година от заболяването са обхванати Италия, Германия и Англия. През 1892 г. германският бактериолог Рихард Пфайфер открива Haemophilus influenzae, който тогава е приет за причинител на грипа. Схващането за бактериалната етиология на грипа обаче силно се разклаща по време на пандемията през 1918 – 1919 г. През 1933 г. е изолиран грипният вирус A (H0N1) от W. Smith, С. Andrewes, P. Laidlaw. По-късно са открити и описани грипен вирус В (Т. Fransis, Т. Magill, 1940) и грипен вирус С (R. Taylor, 1949). По този начин развитието на учението за грипа може условно да се раздели на три периода:
- Доетиологичен – от древността до 1892 г.
- Бактериален – от 1892 г. до 1933 г.
- Вирусен – след 1933 г.

В периода 1946 – 1968 г. са изолирани и описани нови подтипове на грипния вирус А – A(H1N1), A(H2N2) и A(H3N2). Това става при изучаване на динамиката на отделните сероварианти, която е свързана с периодичните промени в антигенната структура. През 1937 г. са въведени убити и живи ваксини за профилактика на грипа. През 1957 г. е открит и интерферонът. Той също успешно се прилага за профилактика на заболяването. За профилактика се използват и откритите производни на адамантанамина – ремантадин и амантадин, както и репликативната фаза на фага F2 (RFf2), индуктор на интерферон.
Грипът е най-широко разпространената инфекция в света. Според данни на A. Hirsch (от 1881 г.) от XII до XIX век в света са преминали 90 епидемии от грип и 15 пандемии. Най-добре са проучени пандемиите през 1889 – 1890 и 1918 – 1919 г. Първата от тях води началото си от Туркестан. Втората според някои автори започва от Франция след дебаркирането на американските войски през април 1918 г., а според други води началото си от Сибир. Пандемията, преминала през 1918 – 1919 г., е наречена „испански грип". Това е най-катастрофалната за човечеството преминала пандемия от грип. В този период от грип заболяват около 500 млн. души и умират над 50 млн. България също е сериозно засегната от тази пандемия.
След 1919 г. преминават най-малко още 11 пандемии, както следва:
- 1928 г. – (H0N1);
- 1946 г. – (H1N1);
- 1957 г. – (H2N2), с тежко протичане, като заболяват около 1 млрд. от населението на Земята;
- 1968 г. – (H3N2);
- 1972 – 1973 г. – (H3N2):
- 1974 – 1975 г. – (H3N2);
- 1975 – 1976 г. – (H3N2);
- 1977 – 1978 г. – (H3N2);
- 1982 г. – (H3N2);
- 1995 – 1996 г. – (H1N1 и H3N2);
- 2009 г. – (H1N1), умерена по сила пандемия от т.нар. свински грип;

## Етиология
Грипните вируси принадлежат към семейство Orthomyxoviridae и са класифицирани в три от петте рода на семейството, както следва:
- Influenzavirus A
- Influenzavirus B
- Influenzavirus C

Вирусите от трите рода имат много сходна структура. Имат сферична форма и размери от 80 – 120 nm, възможно е да се открият и нишковидни форми с размери до 400 nm. Нуклеокапсидът е изграден от 8 фрагмента линейна едноверижна РНК със спирален тип симетрия. Всеки от фрагментите се състои от една молекула РНК, множество нуклеопротеини, полипептиди и един или няколко полимеразни полипептида. Отвън нуклеокапсидът е обвит от двоен липиден слой, който е дериват от клетъчната мембрана на клетката хазяин. От вътрешната страна на липидната обвивка се намира мембранен протеин, наречен матрикс. Той представлява от 33 до 46% от вирусните протеини. Матриксът е типовоспецифичен антиген и поддържа структурата и стабилността на вирусната обвивка.
По външната повърхност на липидната мембрана са разположени два вида пепломери, които имат гликопротеиден състав. Това са хемаглутинин (H) и неураминидаза (N). При класификацията на грипните вируси се обръща особено внимание на двата пепломера.
Грипният вирус А се характеризира с висока изменчивост. Грипните вируси B и C не са толкова изменчиви. В края на 1990-те години в Югоизточна Азия е изолиран грипен вирус А(H5N1), предизвикващ тежкопротичащ грип при човека. В този случай източниците на зараза са били болните птици, но предаването на вируса между хора е рядко. Изменчивостта на вирусите се осъществява по два механизма:
- Антигенен „шифт“ – внезапни промени в един или два повърхностни антигени. Появяват се нови щамове вирус, които обуславят появата на нови епидемии или пандемии.
- Антигенен „дрифт“ – частични промени в антигените, резултат от точковидни мутации.

Номенклатурата за означаване на грипните вируси включва антигенния тип, гостоприемника (ако не е човек), населеното място, където е открит най-напред щамът, номер на щама, годината на изолация. Само за вирус А се използва и естеството на пепломерите – H и N. Например грипен вирус А/Филипини/2/82/H3N2.
Вирусите на грипа са слабо издръжливи във външна среда и на физични и химични фактори. При стайна температура загиват за 2 – 3 часа, а при 56 – 60 °C – за няколко минути. При минусови температури могат да останат активни половин година. Всички дезинфекционни средства дезактивират вируса бързо.

## Епидемиологични особености